# 横濱インディペンデント・フィルム・フェスティバル
横濱インディペンデント・フィルム・フェスティバル（ヨコハマインディペンデント・フィルム・フェスティバル）は、神奈川県横浜市で開催されている映画祭。
2011年から横浜シネマ・ジャック＆ベティで開催されていた「横濱HAPPY MUS!C映画祭」が前身。
2016年に、現在の横濱インディペンデント・フィルム・フェスティバルになる。
映画館ジャック＆ベティ、映画WEBマガジンcinefil、映画製作・配給会社ガチンコ・フィルムのバックアップ体制により、優秀作品の監督には次回作への助成金や劇場上映支援などが実施され、劇場デビューに直結した映画祭として開催されている。
最優秀賞、ジャック＆ベティ賞、cinefil賞、観客賞などを選出している。